# Rufin
Rufin – imię męskie pochodzenia łacińskiego, wywodzące się od imienia Rufus. Łacińska końcówka -inus oznacza przynależność, stąd znaczeniem imienia jest „przynależący do Rufusa”. W języku polskim nie wystąpiło w średniowieczu.
Imię mało popularne w Polsce, o malejącej popularności. W lipcu 2019 w rejestrze PESEL, wśród publicznie dostępnych danych, wykazano 391 mężczyzn o tym imieniu, w styczniu 2024 – 324 mężczyzn, a w 2025 roku – 317 osób.
Rufin imieniny obchodzi 7 kwietnia, 14 czerwca, 19 lipca i 28 listopada.
Żeński odpowiednik: Rufina.

## Imię Rufin w innych językach[8]
- łacina – Rufinus
- bułgarski - Rufin
- czeski – Rufin, Rufinus
- francuski – Rufin
- hiszpański – Rufino
- niemieckl – Rufin, Rufinus
- rosyjski – Rufin
- słowacki – Rufinus
- włoski – Rufino, Ruffino.

## Mężczyźni o imieniu Rufin
- Rufin z Akwilei – teolog, historyk Kościoła, tłumacz dzieł chrześcijańskich z greki na łacinę
- Rufin z Asyżu – błogosławiony katolicki, franciszkanin[6]
- Rufin z Kapui – święty wyznawca
- Rufin Syryjczyk – pisarz wczesnochrześcijański
- Rufin Piotrowski – polski XIX-wieczny działacz polityczny, uczestnik powstania listopadowego, pamiętnikarz
- Rufin MC – polski raper.

## W kulturze
- bohater literacki, Rufin – nauczyciel, tytułowy bohater powieści Natalii Rolleczek Rufin z przeceny z 1971 roku[9].